# Красавица (фильм)
«Красавица» (лит. Gražuolė) — советский фильм 1969 года режиссёра Арунаса Жебрюнаса по сценарию Юрия Яковлева на основе его рассказа «Игра в красавицу». Лауреат Всесоюзного кинофестиваля (1970) — приз Инге Мицките за лучшее исполнение детской роли и диплом за лучшую операторскую работу.

## Сюжет
9-летнюю Ингу — самую добрую и сияющую девочку в детской компании двора, дети, играя, всегда выбирают «красавицей». Её мечта — найти багульник.

Но наступает в жизни момент, когда из мира игры и сказки приходится шагнуть в мир реальности. Для детей, о которых рассказывает экран, это происходит тогда, когда во дворе появляется новый мальчик. Он строгий реалист, он не понимает ребячьих игр, и когда дети называют Ингу красавицей, заявляет ей, что она… «чучело гороховое в веснушках»; он не понимает, зачем Инге багульник, который может расцвести фиалками.— Спутник кинозрителя, 1970 год
Викторас, друг Инги, замечает смущение и растерянность девочки. Он отдаёт злому новичку самое дорогое, что у него есть, — сапёрные ножницы деда, лишь бы тот сказал, где растёт багульник… Он придумывает для Инги поход в парикмахерскую, так как видел, как оттуда выходят красивые женщины… Но Инге всё это уже не нужно. Встретившись с первым в жизни серьёзным огорчением, она начинает более внимательно смотреть вокруг себя и замечает, что и мать её не очень радостна и нуждается в поддержке, но маленькая девочка знает пока один только способ делать людей счастливыми — тот, который забрали у неё: она начинает играть с матерью в сказку…

## В ролях
- Инга Мицките — Инга
- Лилия Жадейките — мать Инги
- Арвидас Самукас — Викторас, друг Инги
- Таурас Рагалявичюс — новенький мальчик
- Ауксе Кокштайте, Вайва Рагаускайте, Вайдевутис Мицкис — дети двора
- Сергей Мартинсон — одинокий дедушка с палочкой
- Нийоле Лепешкайте — продавщица цветочной оранжереи
- Владас Юркунас — хромой с лестницей
- Гедиминас Гирдвайнис — эпизод
- Гражина Байкштите — эпизод

## Литературная основа
Основой для фильма послужили два рассказа Юрия Яковлева — «Игра в красавицу» и «Багульник», как отметила критика: «Написанные на одну тему, они органически слились в сценарии».
Однако фильм отличается от рассказа местом и временем действия — в оригинале в рассказе «Игра в красавицу» действие происходит в начале 1930-х годов в Ленинграде. Главная героиня — девочка «Нинка из седьмой квартиры» дома у Поцелуева моста. Журнал «Новый мир» отмечал, что даже в этом мирном рассказе писатель не смог обойти тему войны:

Рассказ «Игра в красавицу» заканчивается поразительной точностью: «Нинка из седьмой квартиры погибла в 1942 году на фронте под Мгой. Она была санитаркой.»
Рассказ «Игра в красавицу» был впервые опубликован в газете «Известия» за 21 сентября 1967 года.
Как отмечено киноведами, режиссёр своей работой смог дать своё видение поэтики рассказа, с учётом опыта своего предыдущего успешного детского фильма «Девочка и эхо»:

Неудивительно, что, прочитав в газете «Известия» его рассказ «Игра в красавицу», Жебрюнас загорелся съёмками. В рассказе был мир первозданных чувств, душевной детской щедрости и чуткости. Была и игра — средство выявления скрытых в человеке сокровищ. Была философия отражения, вернее сопоставление внутреннего, истинного, и внешнего, объективного, холодного. Момент скрещения этих двух точек зрения момент душевного взросления, осознания ребёнком жестокого несоответствия двух правд не мог не заинтересовать художника кино. Аналитический взгляд художника на своё творчество предопределил новое, оригинальное кинематографическое решение новеллы Ю. Яковлева «Игра в красавицу».— Арунас Жебрюнас / Ирина Арефьева. — Киноцентр, 1990. — 141 с. — стр. 62
Сценаристом фильма выступил сам писатель Юрий Яковлев. В интервью журналу «Советский экран» он говорил, что сценаристы обычно стремятся сделать детский фильм так, чтобы одновременно и взрослым не было скучно, но «обращаясь в два адреса, они часто не попадают ни в один», и он, создавал сценарий исключительно для детской аудитории, на их языке:

Наш фильм об отрочестве, о том, как трудно, порой драматично переходит маленький человек рубеж детства, как в безмятежный, бездумный его мир вторгается суровая, «взрослая» жизнь, которая приносит много разных неожиданных открытий счастливых и несчастливых. Мне кажется, что детский фильм нужно делать только для детей, идя с ними на откровенный серьёзный разговор. Уверен, что при этом и взрослым будет интересно.

## Критика
Можно было бы свести весь пафос фильма к первому столкновению ребёнка с миром жестоких взрослых истин. Мы увидели бы в этом случае кинопроизведение, быть может, и правдивое, но в общем исчерпывающее себя грустновато—сентиментальной сентенцией типа «резвись, дитя, пока ты пребываешь в счастливом неведении». Но авторы пошли гораздо дальше.— журнал «Дружба народов», 1971

В роли маленькой Инги в фильме выступает феноменально прелестная девочка — Инга Мицките. Про неё нельзя сказать, что она хорошо играет свою роль. Инга Мицките живёт в своем образе, необычайно достоверно переживает все перипетии судьбы героини.— журнал «Спутник кинозрителя», 1970
Литовский киновед Марияна Малциенэ, отмечая, что картина не лишена погрешностей: «местами режет слух искусственный, замысловатый диалог», встречаются побочные сюжетные линии и «не сплавленные в единое целое в сценарии мотивы» других новелл Ю. Яковлева, отвлекающие внимание от существа главного рассказа и темы фильма, дала высокую оценку фильму:

В картине «Красавица» А. Жебрюнас продолжает и углубляет исследования поэтических контактов героев с действительностью. Обыкновенная житейская история о некрасивой девочке с богатым воображением и восприимчивостью к красоте, облечённая в музыкальную пластическую форму и обогащенная тонкими наблюдениями внешней среды, перерастает в размышления автора о воспитании чувств. В фильме «Красавица» конкретная жизненная ситуация обретает значимость поэтического образа. Сочетание обыденности, прозаических деталей быта с поэтичностью маленькой героини придаёт размышлениям автора о подлинной и мнимой красоте конкретное содержание. Картина утверждает внутреннюю цельность и высокую мораль как основу основ человека нашего общества.— Кино Советской Литвы / Марияна Малциенэ. — М.: Искусство, 1980. — 247 с. — стр. 97
В 2018 году фильм привлёк внимание французских кинокритиков, открывших фильм для себя:

Это фильм, который приходит издалека. […] Мы не знаем, почему он появился на наших экранах только через пятьдесят лет после его создания, но это уже не имеет значения. […] С этим фильмом, который продолжает набирать глубину и тонкость, Жебрюнас вписывается в наследие кинематографистов, которые умели снимать детей, оставляя им достаточно свободы, чтобы быть чем-то другим, чем милые исполнители предвзятых рассказов. […] Также благодаря своим молодым актёрам, снятым без излишеств и перегрузок, он оказывается очень счастливым сюрпризом для кино, как сегодня, так и полвека назад, как для Литвы, так и где-либо ещё.
Оригинальный текст (фр.)c’est un film qui vient de loin. […] On ne saura pas pourquoi il aboutit sur nos écrans cinquante ans après sa réalisation et, bientôt, cela n’aura plus d’importance. […] Avec ce film qui ne cesse de gagner en profondeur et en finesse, Zebriunas s’inscrit dans l’héritage des cinéastes qui ont su filmer les enfants en leur laissant assez de liberté pour être autre chose que les mignons interprètes de narrations préconçues. […] Grâce aussi à ses jeunes acteurs filmés sans mièvrerie ni surcharge, il se révèle une très heureuse surprise de cinéma, d’aujourd’hui comme d’il y a un demi-siècle, pour ici comme pour la Lituanie ou partout ailleurs.
— Жан-Мишель Фродон — ведущий кинокритик французской газеты «Le Monde», 2018 год

Фильм, почти неизвестный во Франции, где он впервые выходит, «Красавица» (1969), является классикой в Литве. Непостижимое, странное и поэтическое произведение, которое было бы несправедливо свести к детской басне, даже если бы именно так оно и представилось на первый взгляд. […] Жебрюнас изобретает какой-то сказочный неореализм, где-то между «Германия, год нулевой» Роберто Росселлини и «Красный шар» Альберта Ламориссы. «Красавица» — это фильм музыкальной грации, где девочка никогда не перестанет танцевать.
Оригинальный текст (фр.)Film quasiment inconnu en France, où il sort pour la première fois, la Belle (1969) est un classique en Lituanie. Une œuvre inclassable, étrange et poétique, qu’il serait injuste de réduire à une fable enfantine même si c’est ainsi qu’elle semble se présenter au premier abord. […] (Žebriūnas) invente une sorte de néoréalisme onirique, quelque part entre Allemagne année zéro de Roberto Rossellini et Le Ballon rouge d’Albert Lamorisse. La Belle est un film d’une grâce musicale, où une fillette aimerait ne jamais s’arrêter de danser.
— французский журнал «Libération», 2018 год

## Интересный факт
На роль главной героини было много претенденток, но режиссёр и сценарист взяли именно Ингу Мицките — это дебютная роль будущей известной актрисы-ребёнка, но она категорически не хотела сниматься, и авторам съёмка фильма стоила немалых трудов. Эта история стала сюжетом повести Юрия Яковлева «Девочка, хочешь сниматься в кино?», где прямо указывалось, что «прототип главной героини — литовская школьница Инга Мицките». Впервые повесть вышла в нескольких номерах журнала «Костёр» за 1977 год, и по ней в том же году был снят одноимённый фильм:

В 1970 году режиссёр А. Жебрюнас снимал по моему сценарию фильм «Красавица». Для съёмки фильма выбрали девочку, но она отказалась. Девочка всем очень понравилась, и её уговорили сниматься. В перерывах между работой я много беседовал с ней, её звали Инга — это так и осталось в фильме. Узнал её историю, и получилось так, что рассказанное ею стало основой моего фильма «Девочка, хочешь сниматься в кино?»— Юрий Яковлев

## Награды и фестивали
- IV-й Всесоюзный кинофестиваль (1970, Минск): приз Инге Мицките за лучшее исполнение детской роли и диплом за лучшую операторскую работу А. Моцкусу.
- Фильм демонстрировался на Международном фестивале фильмов для детей и юношества (1970, Чехословакия).